# ロブサンナムスライ・オユーンエルデネ
- ロヴサンナムスライ・オヨーンエルデネ[1]

ロブサンナムスライ・オユーンエルデネ（モンゴル語: Лувсаннамсрайн Оюун-Эрдэнэ、1980年6月29日 - ）は、モンゴルの政治家。2021年1月27日から2025年6月13日まで同国首相を務めた。オヨーンエルデネとも表記される。モンゴル人民党党首。

## 経歴
1980年6月29日、ウランバートルにて誕生。両親は幼いころに離婚し、ヘンティー県の祖父の元で育つ。
2008年より政治活動を開始し、ウランバートルのバヤンズルフ区の社会開発局責任者となる。同年モンゴル人民革命党（現在の人民党）に入党し、翌年には党事務局長に就任。2010年、党の青年団会長に就任。2011年は党書記、2012年は党事務局長代理を務めた。2012年の総選挙で人民党が敗北すると、モンゴルを離れハーバード大学のケネディスクールへ入学する。2015年、行政学の修士号を取得しモンゴルへ帰国。
2016年モンゴル総選挙では41区（ヘンティー県）で立候補し、52パーセントの得票率を得て当選する。2019年2月2日、ウフナーギーン・フレルスフ首相より内閣官房長官に指名される。2020年7月の総選挙を得て第二次フレルスフ内閣が発足すると、オユーンエルデネは引き続き内閣官房長官として入閣を果たす。
2021年1月、新型コロナウイルス感染症が国内で猛威を振るう中、とある女性感染者の隔離措置対応が批判を呼び、大規模な政府への抗議活動に発展。これを受けフレルスフ首相は21日に辞任を表明した。国家大会議は新たな首相としてオユーンエルデネを指名し、投票を得て27日に承認された。同年6月25日、モンゴル人民党党首に選出された。
隣国であるロシア、中国との関係を重視する一方で、アメリカ、日本、フランス等との関係強化にも取り組んでいた。2022年9月22日、来たる27日に実施予定の故安倍晋三国葬儀にオユーンエルデネ首相がモンゴル代表として参列することが、日本国外務省により発表された。
「反腐敗」を掲げ、この頃はクリーンなイメージが強かった。2022年、「石炭窃盗事件」と呼ばれる、国営の炭鉱管理会社が開発を行う中国企業に石炭を横流ししていた汚職事件が発覚、この追及で人気を高めた。
人民党が過半数を若干上回るものの民主党、フン党との連立政権を組んでいた。2025年、外国留学中の息子が豪華な誕生日パーティーを開催したり、その婚約者がブランドバッグを贈られたり、高級外車を乗り回したり、高級リゾート施設を借り切って婚約者にヘリコプターでプロポーズされたこと等を婚約者が写真等とともにSNSに投稿、贅沢な暮らしが報じられたことで不正を疑う声が高まり、2025年5月14日にはウランバートルで若者を中心に首相の辞任や資産の公開を求める打規模なデモが連日のように発生した。オユーンエルデネはこの疑惑に反論したものの、民主党の一部議員は連立離脱を口にし始め、人民党側は連立解消を決定した。6月3日にモンゴル議会はオユーンエルデネに対する信任決議案を賛成44票、反対38票で否決（可決には64票が必要）し、退陣が決定（憲法上は辞任扱い）。。6月13日にゴンボジャブ・ザンダンシャタル前議会議長が新首相に任命され、オユーンエルデネは退任した。

## 人物
20代より党の要職に就き、若き指導者として若者からの人気が高かった。
2001年にベルス大学で報道学の学位を、2008年にモンゴル国立大学で法学の学位を、2015年にハーバード大学で行政学の修士号を取得している。
私生活では高校の同級生と結婚し、子を3人もうけている。

## 著作物
- Алсын хараа（2005年）
- Азийн хүлэг улс（2015年[3]）